# 休留克河
休留克河（烏克蘭語：Сюрюк），是烏克蘭的河流，位於該國西部外喀爾巴阡州，屬於里卡河的支流，流經胡斯特區，河道全長14公里，流域面積34平方公里。